# Рождественский, Александр Николаевич
Александр Николаевич Рождественский (1849 — после 1917) — русский юрист, сенатор, тайный советник.

## Биография
Родился 16 (28) августа 1849 года в Новгородской губернии. В 1871 году со степенью кандидата окончил юридический факультет Императорского Санкт-Петербургского университета и был причислен к Министерству юстиции с откомандированием для занятий во 2-е отделение 3-го Департамента Министерства юстиции. В 1872—1874 годах исправлял должность старшего помощника секретаря 3-го Департамента Министерства юстиции. В 1874—1880 годах состоял членом Волынской палаты уголовного и гражданского суда; одновременно, в 1875—1876 гг. был почётным мировым судьёй по Новгородскому округу. В 1880—1883 гг. — товарищ Волынского губернского прокурора; в 1883—1885 гг. — товарищ прокурора и член Житомирского окружного суда; в 1885—1890 гг. — член Виленского окружного суда.
Был произведён 1 января 1899 года в чин действительного статского советника.
В 1890—1894 гг. — товарищ председателя Варшавского окружного суда; в 1894—1901 гг. — член Варшавской судебной палаты.
В 1901—1910 гг. был товарищем обер-прокурора Гражданского кассационного департамента Правительствующего сената. Одновременно, в 1907—1910 гг. состоял членом Консультации при Министерстве юстиции. Был награждён орденами: Св. Владимира 3-й ст. (1902), Св. Станислава 1-й ст. (1905), Св. Анны 1-й ст. (1908).
В 1910 году произведён в тайные советники и 22 сентября получил назначение сенатором — в Гражданский кассационный департамент Сената. В 1917 году вышел в отставку.
Опубликовал ряд статей в «Судебном обозрении», «Журнале Министерства юстиции» и «Вестнике гражданского права» по вопросам опеки, приобретательной давности, договору страхования и наследованию.